# Arveleg I
En el universo imaginario de J. R. R. Tolkien y en los apéndices de la novela El Señor de los Anillos; Arveleg I es el octavo rey de Arthedain. Es hijo de Argeleb I y nació en Fornost en el año 1309 de la Tercera Edad del Sol. Su nombre es sindarin y puede traducirse como «gran rey».

## Historia
Asume el trono al morir su padre en el año 1356 T. E. en una batalla contra el reino de Rhudaur, apoyado por Angmar. Él mismo, con apoyo de Lindon y Cardolan expulsó al enemigo de nuevo al norte.
Tras la derrota, el Rey Brujo de Angmar inició el sitio a Rivendel, con el objetivo de matar a Elrond y apoderarse del valle.
Durante su reinado y por un tiempo hubo paz en la región; con Arthedain dominando la frontera entre el Gran Camino del Este, las Colinas del Viento y el curso inferior del Fontegrís. Pero Rhudaur pasa a ser dominado y gobernado por los hombres de las montañas quienes, con el apoyo de los Nazgûl, matan a los últimos supervivientes dúnedain del reino. 
En el año 1409 T. E., el Rey Brujo y los montañeses de Rhudaur invaden Arnor. Cardolan es arrasado y los pocos supervivientes se refugian en las colinas cercanas al Bosque Viejo. Las fortificaciones hechas en torno a Amon Sûl por su abuelo Malvegil son destruidas al igual que la torre. La Palantir de Amon Sûl es llevada a Fornost para que no caiga en manos de Angmar. Arveleg muere en batalla, tras 53 años de reinado y 100 de vida. Es sucedido por su hijo Araphor.